# Systenocentrus
Genre
Synonymes
- Oncobunus Thorell, 1889

Systenocentrus est un genre d'opilions eupnois de la famille des Sclerosomatidae.

## Distribution
Les espèces de ce genre se rencontrent en Asie du Sud-Est, en Asie de l'Est et en Asie du Sud.

## Liste des espèces
Selon World Catalogue of Opiliones (15/05/2021) :
- Systenocentrus confucianus Hirst, 1911
- Systenocentrus galeatus (Thorell, 1889)
- Systenocentrus japonicus Hirst, 1911
- Systenocentrus luteobiseriatus Suzuki, 1982
- Systenocentrus quinquedentatus Simon, 1886
- Systenocentrus rufus Roewer, 1955

## Publication originale
- Simon, 1886 : Arachnides recueillis par M. A. Pavie (sous chef du service des postes au Cambodge) dans le royaume de Siam, au Cambodge et en Cochinchine. Actes de la Société linnéenne de Bordeaux, vol. 40, p. 137-166 (texte intégral).